# Louis-Gabriel de Bizemont
Pour les autres membres de la famille, voir Famille de Bizemont.
Louis-Gabriel, marquis de Bizemont (3 août 1756, Gironville - 5 juin 1840, Gironville) est un homme politique français. 

## Biographie
Mousquetaire de la 2e compagnie en 1774, le collège de département de Seine-et-Oise l'appelle à la Chambre des députés du 22 août 1815. Le marquis de Bizemont siége dans la majorité de la Chambre introuvable et est réélu le 4 octobre 1816. Il s'associe, jusqu'en 1820, à tous les votes de la droite ministérielle pour les lois d'exception et pour le nouveau système électoral. 
Non réélu au renouvellement de 1820, Bizemont ne revient à la Chambre que le 24 novembre 1827. Il se rapproche alors du centre gauche, et vote, à la fin du règne de Charles X, avec les royalistes constitutionnels. Réélu le 19 juillet 1830, il prête serment à la monarchie de Juillet, puis se retire définitivement de la vie politique, après avoir échoué, le 5 juillet 1831, dans le 4e collège de Seine-et-Oise, contre Baudet-Dulary. 
Il s'occupe, dans ses dernières années, d'industrie. Il refuse même la dignité de pair de France qu'une ordonnance du 19 novembre 1831 lui avait conférée. Le marquis de Bizemont fut président du Conseil général de Seine-et-Oise. Il est officier de la Légion d'honneur[Quand ?] et chevalier de Saint-Louis.
Il est le beau-père de Louis de Lorgeril.

## Sources
- « Louis-Gabriel de Bizemont », dans Adolphe Robert et Gaston Cougny, Dictionnaire des parlementaires français, Edgar Bourloton, 1889-1891 [détail de l’édition]